# Clemens Wisse
Clemens Wisse (Oud Ade, 4 juli 1935 - 24 april 2022) is een Nederlandse schrijver van voornamelijk boerenromans. Hij schreef zijn eerste roman in 1984, maar het duurde wel 7 jaar voordat hij hem uitbracht. Een uit de hand gelopen hobby noemt hij het schrijven zelf. Zijn oeuvre omvat meer dan 30 werken.

## Leven en werk
Wisse kwam uit een groot gezin. Hij was de tiende uit een gezin van veertien kinderen. Zijn vader Cornelis Wisse was timmerman en zijn moeder Wieske (Ludovica) Saintfiet was tijdens de Eerste Wereldoorlog uit België gevlucht.
Na een aantal avondcursussen, die hij volgde na zijn middelbareschoolopleiding, ging hij in het bedrijfsleven aan het werk en specialiseerde zich in pr en communicatie. In zijn vrije tijd schreef hij al boeken. Vanaf zijn pensionering, in het jaar 2000, werkte hij aan uitbreiding van zijn oeuvre, waarbij hij vooral herinneringen over leven op het boerenland uit zijn jeugd in zijn boeken verwerkt. In zijn recentere boeken grijpt hij veelal terug naar het leven van rond 1900. Veel van zijn boeken zijn op e-boek verschenen.

## Privé
Wisse trouwde in 1964 met Gerda Erades. Het echtpaar kreeg twee zonen.